# Nery Pumpido
Nery Alberto Pumpido (Monje, 1957. július 30. –)  argentin világbajnok labdarúgó. Három világbajnokságon szerepelt az argentin válogatottal. Profi karrierjének befejezése után vezetőedzőként tevékenykedett tovább.

## Pályafutása

### Klubcsapatban
Pályafutását a szülővárosától nem messze székelő Unión Santa Fe csapatában kezdte.
Két évet töltött a piros-fehéreknél, majd leszerződött a Vélez Sarsfield együtteséhez, itt kapta meg első válogatott behívóját. A River Plate-nél bajnoki címet, nemzetközi kupasikert és állandó válogatott szereplést vívott ki magának.
1988-ban igazolta le a spanyol első osztályú Real Betis, ahol az egyik edzésen karikagyűrűje beakadt a hálótartó kiszögelésbe és a szerencsétlen esetnek köszönhetően elveszítette gyűrűsujját.
Levezetésképpen visszatért nevelőegyesületéhez, majd innen vonult vissza 1992-ben.

### A válogatottban
1982-ben mutatkozott be a válogatott Paraguay elleni mérkőzésén. Teljesítménye meggyőzte Menotti kapitányt és betette a spanyolországi világbajnokságra készülő keretbe, de harmadik számú kapusként nem állhatott gólvonalra.
Négy évvel később a mexikói rendezvényen, az argentin csapat mind a hét mérkőzésén védett, végül aranyéremmel tért haza.
Az 1990-es olaszországi tornán, a második -Szovjetunió elleni- csoportmérkőzés tizenegyedik percében eltörte a lábát. Helyére Sergio Goycochea állt, aki a világbajnokságon pazar teljesítményt nyújtott, így Pumpido a felépülése után már nem került vissza a válogatottba.

## Sikerei, díjai

### Játékosként
Argentína
- Világbajnok (1)
  - 1. helyezett: 1986, Mexikó
  - 2. helyezett: 1990, Olaszország

 River Plate
- Argentin bajnok (1)
  - 1986 Nacional
- Interkontinentális kupa (1)
  - 1986
- Libertadores-kupa (1)
  - 1986
- Interamericana kupa (1)
  - 1987